# Michael Zager
Michael Zager (Passaic, 3 gennaio 1943) è un compositore, arrangiatore, musicista e produttore discografico statunitense, maggiormente conosciuto come fondatore della Michael Zager Band.

## Biografia
Cresciuto ascoltando jazz, dopo la laurea in comunicazione all'Università di Miami Zager si è diplomato in composizione alla Mannes School of Music. Nel 1968 ha formato con il compagno di corso Aram Schefrin la band pop-jazz di 10 elementi Ten Wheel Drive, in cui ha occupato il ruolo di tastierista. Dopo 5 anni di attività, 4 album e numerosi tour, in seguito all'abbandono della cantante Genya Ravan il gruppo si è sciolto e Schefrin ha deciso di intraprendere l'attività di avvocato.
Orfano di Schefrin, Zager ha quindi iniziato una lunga collaborazione con il produttore Jerry Love, con cui ha fondato i gruppi Love Child's Afro Cuban Blues Band e nel 1976 la Michael Zager's Moon Band, divenuta nel 1978 semplicemente Michael Zager Band.  La band ha ottenuto un successo planetario grazie al singolo Let's All Chant. Cissy e Whitney Houston hanno partecipato come vocalist principali al singolo della band Life's a Party che ha dato il titolo al secondo album del gruppo, mentre Luther Vandross e Deniece Williams hanno collaborato al terzo e ultimo album della band, Zager.
Anche produttore, Zager ha prodotto tra gli altri lavori di Cissy Houston, The Spinners, Andrea True Connection, Fontella Bass, e Johnny "Guitar" Watson.

## Discografia

### Con i Ten Wheel Drive
- 1969 	- Construction (Polydor)
- 1970 	- Brief Replies (Polydor)
- 1971 	- Peculiar Friends (Polydor)
- 1974 - Ten Wheel Drive (Capitol Records)

### Con la Love Child's Afro Cuban Blues Band
- 1975 	- Out Among 'Em (Roulette)
- 1977 	- SpanDisco (Midsong International)
- 1978 	- Rhythm Of Life (Arista)

### Con la Michael Zager Band
- 1978 	- Let's All Chant  (Private Stock Records)
- 1978 	- Life's a Party  (Private Stock Records)
- 1980 - Zager (Columbia Records)